# Петренко, Григорий Владимирович
Григорий Владимирович Петренко (рум. Grigore Petrenco; род. 17 января 1980, Кишинёв, Молдавская ССР, СССР) — молдавский политик, депутат парламента Республики Молдова с 2005 по 2014 год, председатель партии «Партия Европейские Левые».

## Биография
По образованию экономист. Вступил в Партию коммунистов Республики Молдова, был избран первым секретарём Коммунистического Союза Молодёжи Молдовы. Член Политического исполкома ЦК ПКРМ.
На парламентских выборах 2005 года избран депутатом парламента по спискам ПКРМ. В этой должности был избран председателем парламентской комиссии по внешней политике и европейской интеграции.
С 16 апреля 2007 года являлся представителем Республики Молдова в Парламентской Ассамблеи Совета Европы. Владеет румынским, русским и английским языками.
Вместе с Ириной Влах Григорий Петренко является членом Исполнительного бюро Европейские объединённые левые (коммунистическое большинство), в котором был избран на II-ом съезде, в Праге, 24 ноября 2007 года, в том числе и Педро Марсет, Антони Барбара, Ангел Томас, Хавьер Алькасар, Изабель Лопез Аулестия, Хосе Луис Центелла и Майте Мола (Испания), Жан-Франсуа Гау и Кристин Мендельсон (французская компартия), Николь Кахен и Пол Маркус (бельгийская ПК), Бриджит Бертосоз и Норберто Кривелли (Швейцария), Лотар Биски, Кристиан Рейманн и Гельмут Шольц (Die Linke, Германия), Вальтрауд Фритц-Клакл и Гюнтер Хопфгартнер (австрийская компартия), Грациелла Масчиа и Фабио Амато (Италия), Анамария Келою и Симион Сомаку (Партия социалистического альянса Румынии), Ласло Купи и Ласло Сабо (Венгрия), Мирослава Хорникова и Иржи Худечек (Чехия), Энн Ехала и Катрин Сепп (Эстония), Стелиос Паппас и Анастасия Теодоракопулос (Греция), Фунда Екир и Тайфун Матер (Турция).
В 2007 году, Григорий Петренко внёс свой вклад в создание «Молдавских общин в Румынии» посвящённых молдаванам, родившимся в Республике Молдова, заявления как «национальность» отличается от румынской. Учитывая румынский закон и основываясь на том, что в Румынии слова «национальность» и «гражданство» означают две разные вещи, Григорий Петренко ожидал, что румынские власти отреагируют через её запрет, что и произошло через суд в Пашканах (номер дела 4094/866/2007).
Однажды опубликовав данное решение, Григорий Петренко, основываясь на том, что в Европе (и в международном праве), слово «национальность» означает «гражданство», начал политическую кампанию, в которой обвиняет Румынию, что не признаёт молдаванам (или родом из Молдовы) конституционное право ассоциироваться.
26 июня 2008 года Григорий Петренко представил перед Комитетом министерств иностранных дел Европейского союза вопрос под номером 551, связанное с «отказом румынских властей признавать право молдаван на национальную идентичность» (документ под номером 11668): В какой мере румынских властей совпадает с нормами Совета Европы, и какие предоставления возьмёт Совет Министров, чтобы предотвратить насилия прав молдаван в Румынии, чтобы имели национальную идентичность, и поставить точку этому насилию?
С 12 мая по 28 августа 2009 года Григорий Петренко занимал должность Заместителя Председателя Парламента Республики Молдова.
С 2013 года Григорий Петренко занимает должность вице-председателя Европейских объединённых левых.
12 октября 2014 года Григорий Петренко был исключён из Партии коммунистов Республики Молдова после того, как предъявил обвинения в адрес партийного лидера Владимира Воронина в предательстве перед членами партии, так как он продал партию бизнесмену с сомнительной репутацией, первому вице-председателю Демократической партии Молдовы Владимира Плахотнюка. Так же Григорий Петренко заявил, что будет баллотироваться по спискам партии «Patria» во главе с Ренато Усатым. Однако партию сняли с выборов по решению суда по подозрению в финансировании партии из за рубежа, как выяснилось решение снимать партию «Patria» из избирательной кампании было незаконным.
С 7 марта 2015 года Григорий Петренко возглавил политическую партию Партия «Наш дом — Молдова», вскоре переименованную в «Красный блок».
Являлся кандидатом на должность генерального примара (мэра) Кишинёва на выборах 2015 года. Набрал 0,21 % голосов.
22 июня 2015 года Григорию Петренко было присвоено звание «почётного члена Парламентской Ассамблеи Совета Европы».
Григорий Петренко женат с 28 июня 2003 года. Его жена, Лилия, родилась 12 ноября 1982 года. Она является представителем Make-up Atelier Paris — мастерской, объединяющей лучших визажистов со всего мира.
Григорий и Лилия воспитывают двух сыновей — Артура и Давида.